# Bầu cử tổng thống Tunisia 2014
Cuộc bầu cử tổng thống được tổ chức ở Tunisia vào ngày 23 tháng 11 năm 2014, một tháng sau cuộc bầu cử Đại hội đại biểu nhân dân. Đây là cuộc bầu cử tổng thống tự do, công bằng đầu tiên kể từ khi Tunisia giành được độc lập vào năm 1956 và là cuộc bầu cử trực tiếp tổng thống đầu tiên sau Cách mạng Tunisia theo Hiến pháp Tunisia 2014.
Ở vòng đầu, không có ứng cử viên nào giành được quá nửa số phiếu bầu. Vòng hai giữa Tổng thống đương nhiệm Moncef Marzouki và ứng cử viên Tiếng gọi Tunisia Beji Caid Essebsi được tổ chức vào ngày 21 tháng 12. Kết quả chính thức được công bố vào ngày 22 tháng 12 cho thấy Essebsi trúng cử tổng thống với 56% số phiếu bầu.

## Bối cảnh
Tháng 12 năm 2010, các cuộc biểu tình bắt đầu diễn ra ở Tunisia, dẫn đến các cuộc bạo loạn ở Sidi Bouzid sau khi Mohamed Bouazizi tự thiêu để phản đối bị tịch thu xe bán trái cây, rau quả của anh. Bạo loạn lan rộng khắp cả nước và tiếp diễn đến năm 2011. Vài ngày sau khi lệnh giới nghiêm được ban bố tại Tunis, Tổng thống Zine El Abidine Ben Ali rời khỏi Tunisia và Thủ tướng Mohamed Ghannouchi giữ quyền tổng thống. Ghannouchi trao quyền cho Chủ tịch Quốc hội Fouad Mebazaa sau khi Chủ tịch Hội đồng Bảo hiến Fethi Abdennadher tuyên bố rằng Ghannouchi không có quyền giữ quyền tổng thống và Mebazaa phải tổ chức một cuộc tổng tuyển cử chậm nhất là 60 ngày. Mebazaa tuyên bố sẽ thành lập một chính phủ đoàn kết dân tộc vì lợi ích của Tunisia.
Đảng Dân chủ Hiến pháp của Ben Ali cân nhắc đổi tên (giữ nguyên phần "Hiến pháp") và tham gia cuộc tổng tuyển cử trên cương lĩnh chống chủ nghĩa Hồi giáo nhưng bị cấm vào ngày 6 tháng 2 năm 2011 và giải thể vào ngày 9 tháng 3 năm 2011.
Sau khi lên nắm quyền vào năm 2011, liên minh Ba Đảng gồm Phong trào Phục hưng, Đại hội bảo vệ cộng hòa và Diễn đàn Dân chủ vì Lao động và Tự do cam kết sẽ chuyển giao quyền lực trong vòng một năm. Tuy nhiên, liên minh vẫn nắm quyền sau một năm và Quốc hội lập hiến vẫn chưa hoàn thành hiến pháp mới, khiến phe đối lập cáo buộc chính phủ vượt quá nhiệm kỳ tự đặt ra và dùng biện pháp đe dọa để bịt miệng những người bất đồng chính kiến. Phe đối lập cũng cáo buộc chính phủ lợi dụng Quốc hội lập hiến để thông qua luật kéo dài thời gian nắm quyền. Nguyên Chủ tịch Quốc hội Mustapha Ben Jaafar ủng hộ yêu cầu thành lập một chính phủ phi đảng phái của phe đối lập và giải tán Quốc hội vào tháng 8. Phong trào Phục hưng lo ngại rằng một bộ phận đối lập đang lợi dụng vụ thảm sát Rabaa tại Ai Cập vào tháng 8 năm 2013 để ngăn cản họ giành lại quyền lực. Trong cùng thời điểm, một cuộc thăm dò của Gallup cho thấy dư luận Tunisia đang mất niềm tin vào chính phủ.
Chủ tịch Ủy ban cải cách chính trị cấp cao Yadh Ben Achour cảnh báo rằng Tunisia có nguy cơ rơi vào tình trạng hỗn loạn nếu giai đoạn chuyển tiếp không được xử lý cẩn thận vì các thể chế, cơ chế nhà nước không còn hoạt động hoặc dính líu tới chế độ Ben Ali. Ben Achour cũng tuyên bố rằng việc sửa đổi hiến pháp cũ hoặc bầu một quốc hội lập hiến để soạn thảo một hiến pháp mới phải được quyết định sớm vì dư luận đang ngày càng hết kiên nhẫn. Ông cũng xác nhận cuộc bầu cử sẽ không được tổ chức vào ngày 15 tháng 3 năm 2011 theo quy định hiến pháp vì những lý do bất khả kháng. Cuộc bầu cử bị trì hoãn thêm do tư cách thành viên của 36 thành viên Hội đồng bầu cử Tunisia bị tòa án bãi bỏ, mặc dù thành viên Hội đồng bầu cử do Quốc hội lập hiến bầu và không thể bị tòa án xem xét lại. Luật bầu cử được thông qua vào ngày 1 tháng 5 năm 2014 và không cấm quan chức chế độ cũ ứng cử. Thời gian nộp hồ sơ ứng cử tổng thống kéo dài từ ngày 8 tháng 9 đến ngày 22 tháng 9.

## Thời gian
Ngày 25 tháng 2 năm 2011, chính phủ lâm thời tuyên bố sẽ tổ chức cuộc bầu cử chậm nhất là vào giữa tháng 7. Hiến pháp Tunisia quy định phải tổ chức bầu cử trong vòng 45 đến 60 ngày kể từ ngày Hội đồng Bảo hiến tuyên bố khuyết tổng thống nhưng phe đối lập kêu gọi tổ chức cuộc bầu cử trong vòng sáu hoặc bảy tháng dưới sự giám sát của quốc tế. Cuộc bầu cử sau đó bị trì hoãn cho đến cuối năm 2013. Ngày 15 tháng 3 năm 2013, Quốc hội lập hiến biểu quyết 81–21 tổ chức bầu cử từ ngày 15 tháng 10 năm 2013 đến ngày 15 tháng 12 năm 2013.
Sau khi Mohamed Brahmi bị ám sát, các cuộc biểu tình, bạo động nổ ra kêu gọi giải tán chính phủ. Dưới sức ép dư luận, Thủ tướng Ali Larayedh ấn định ngày 17 tháng 12 là ngày bầu cử sau khi Bộ trưởng Giáo dục Salem Labiadh từ chức và Diễn đàn Dân chủ vì Lao động và Tự do kêu gọi giải tán chính phủ. Lobni Jribi nói rằng: "Chúng tôi đã kêu gọi giải tán chính phủ để thành lập một chính phủ đoàn kết mới với sự đồng thuận rộng rãi nhất. Nếu Phong trào Phục hưng từ chối đề xuất này thì chúng tôi sẽ rút khỏi chính phủ." Một chính phủ phi đảng phái được thành lập vào ngày 29 tháng 1 năm 2014.

## Ứng cử viên
Ngày 8 tháng 9 năm 2014, Phong trào Phục hưng tuyên bố sẽ không đề cử ứng cử viên tổng thống. Beji Caid Essebsi nộp đơn ứng cử tổng thống vào ngày 9 tháng 9. Nguyên bộ trưởng ngoại giao Kamel Morjane tuyên bố tranh cử tổng thống vào ngày 13 tháng 9. Ngày 20 tháng 9, Tổng thống đương nhiệm Moncef Marzouki tuyên bố tái tranh cử. Những ứng cử viên khác bao gồm Mohamed Hechmi Hamdi, Mustapha Kamel Nabli, Ahmed Najib Chebbi, Mustapha Ben Jafar và Mondher Zenaidi. Trong số 70 người nộp đơn ứng cử, 27 ứng cử viên tổng thống được công nhận. Năm ứng cử viên rút lui trước cuộc bầu cử: Abderraouf Ayadi, Abderrahim Zouari (ủng hộ Essebsi), Mohamed Hamdi, Noureddine Hached và Mustapha Kamel Nabli.

Danh sách ứng cử viên tổng thống được công nhận gồm:

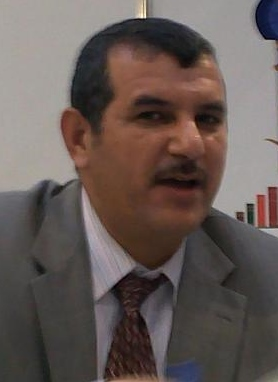
Hechmi Hamdi Current of Love
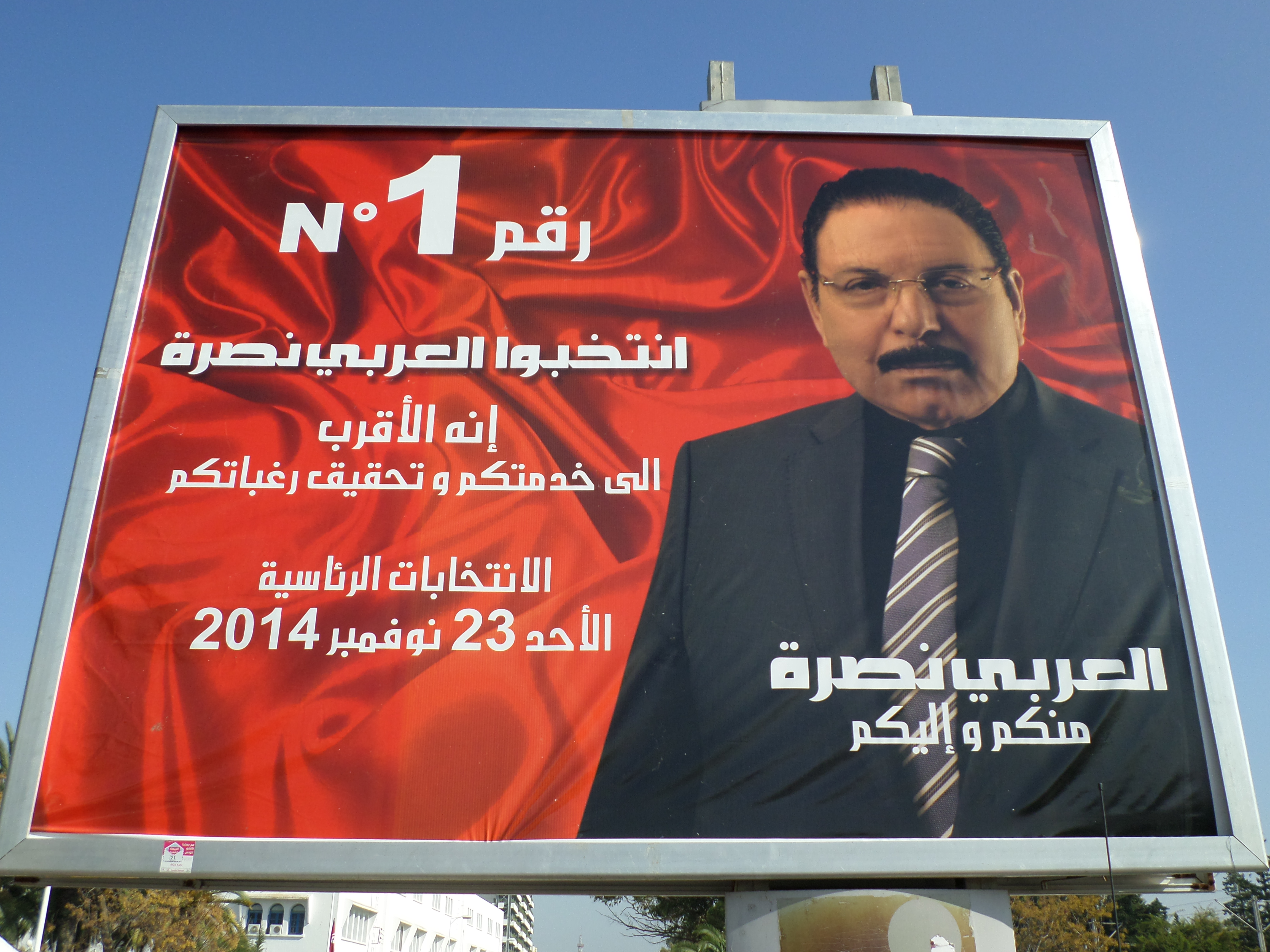
Larbi Nasra Tiếng nói Nhân dân Tunisia
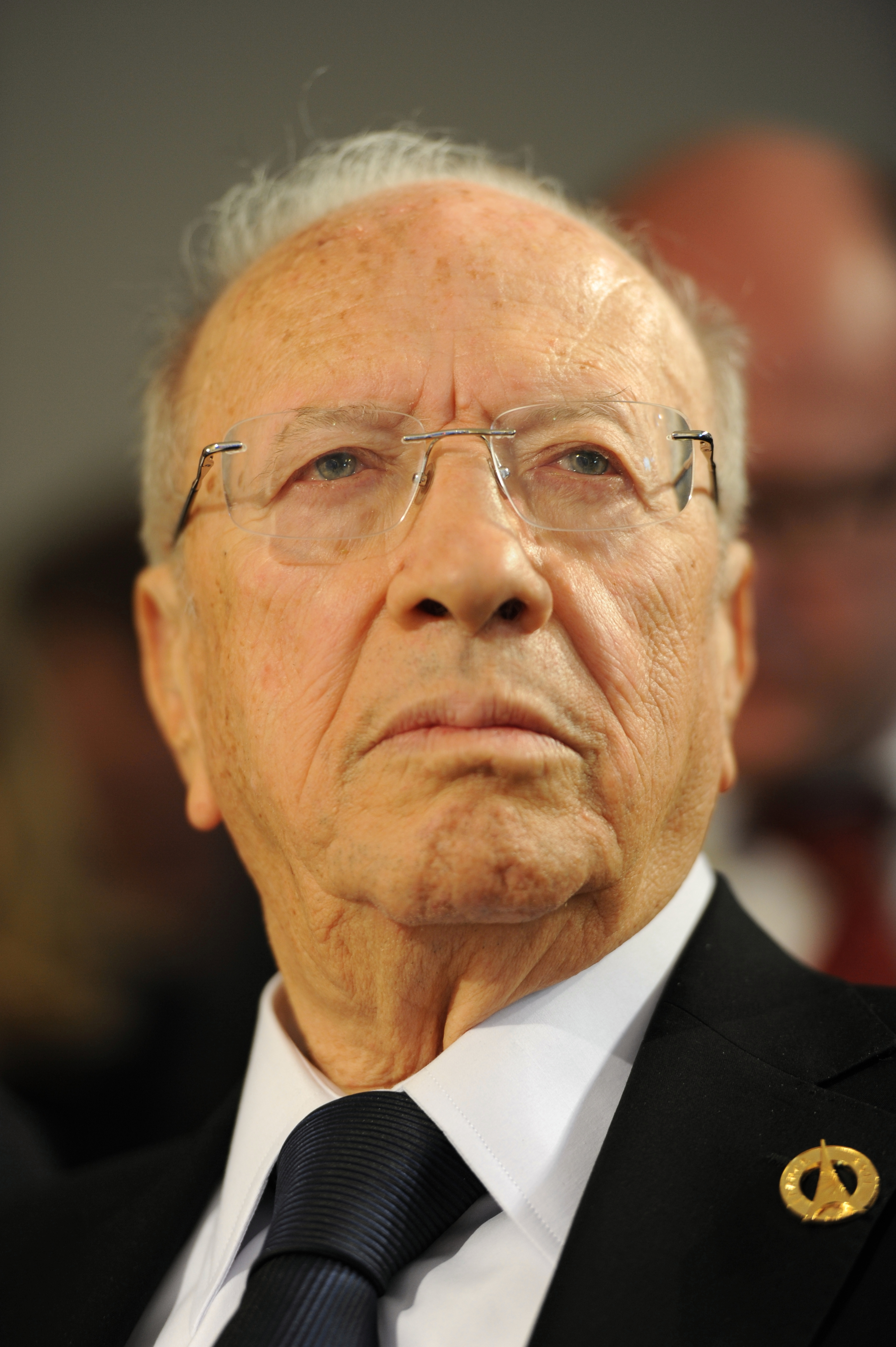
Beji Caid Essebsi Tiếng gọi Tunisia
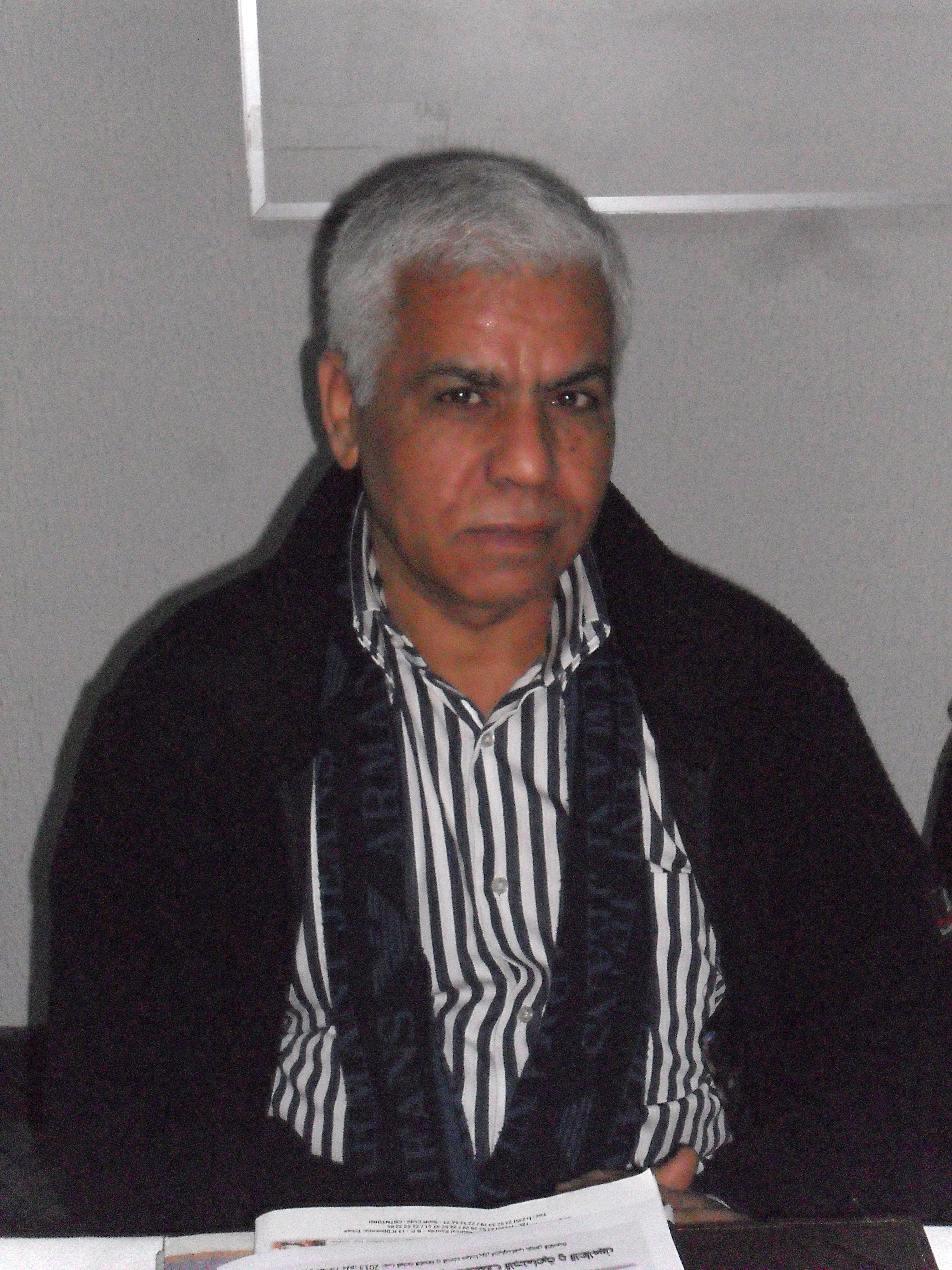
Safi Saïd Không đảng phái
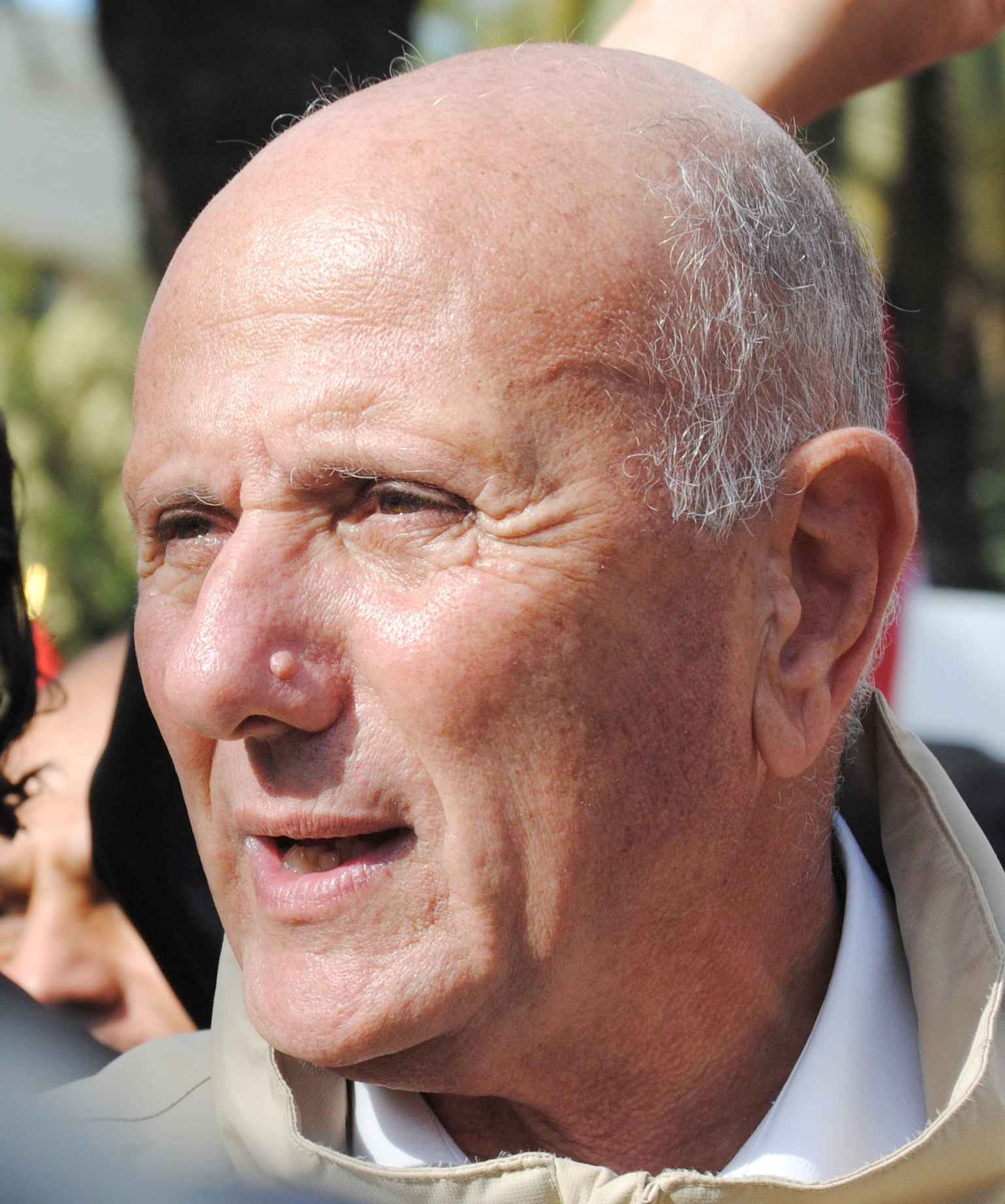
Ahmed Néjib Chebbi Đảng Cộng hòa
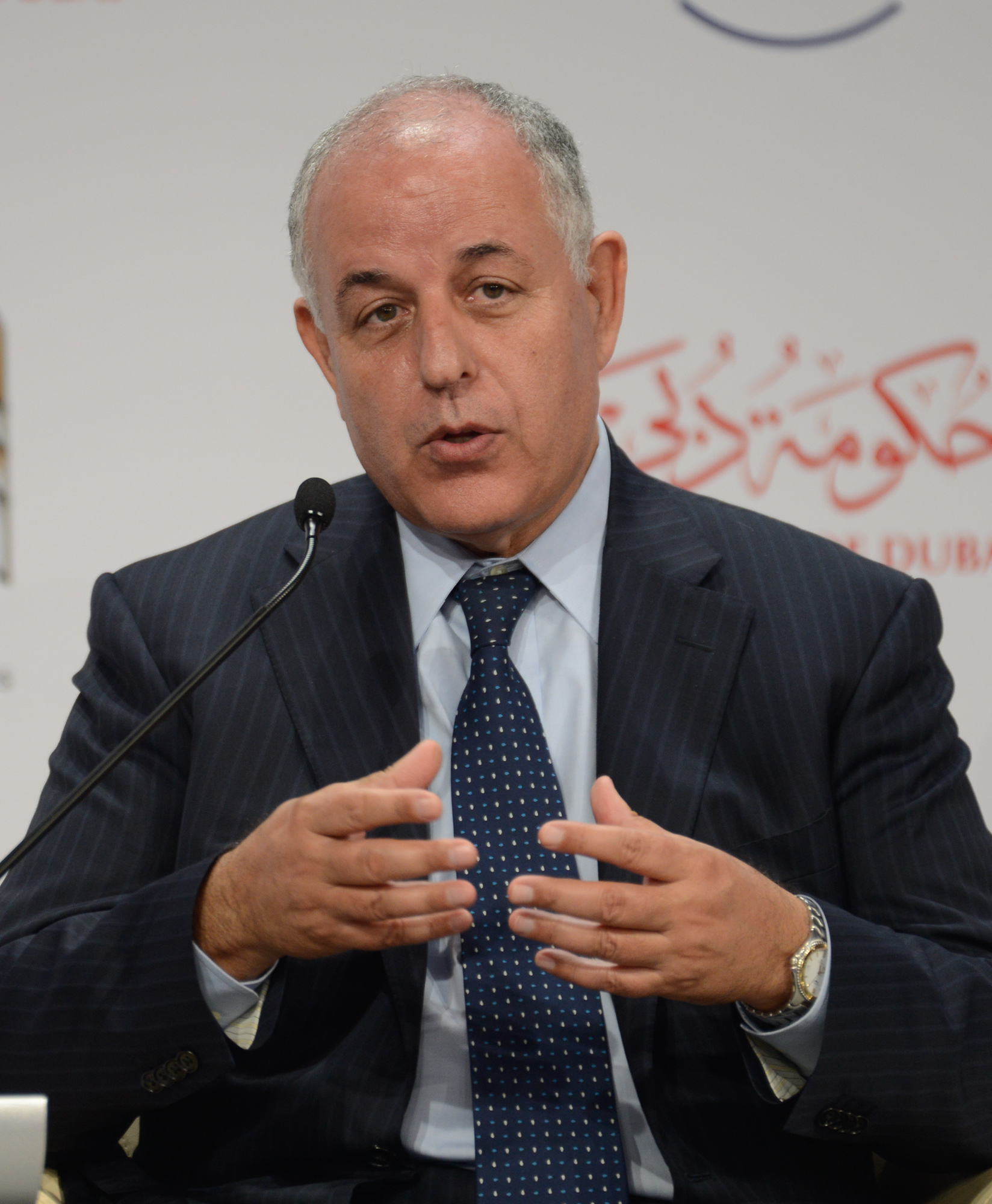
Mustapha Kamel Nabli Không đảng phái Rút lui
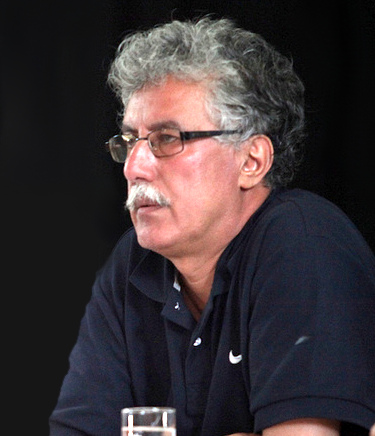
Hamma Hammami Mặt trận Bình dân
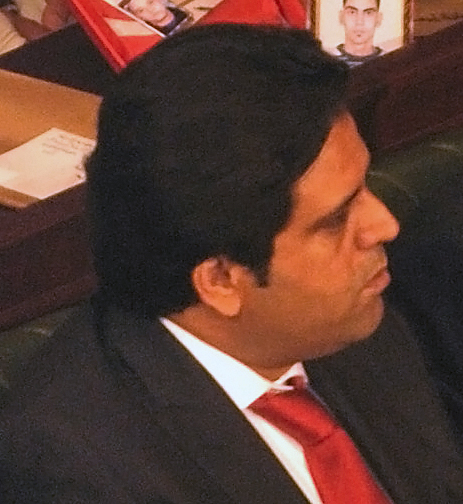
Slim Riahi Liên minh Yêu nước Tự do
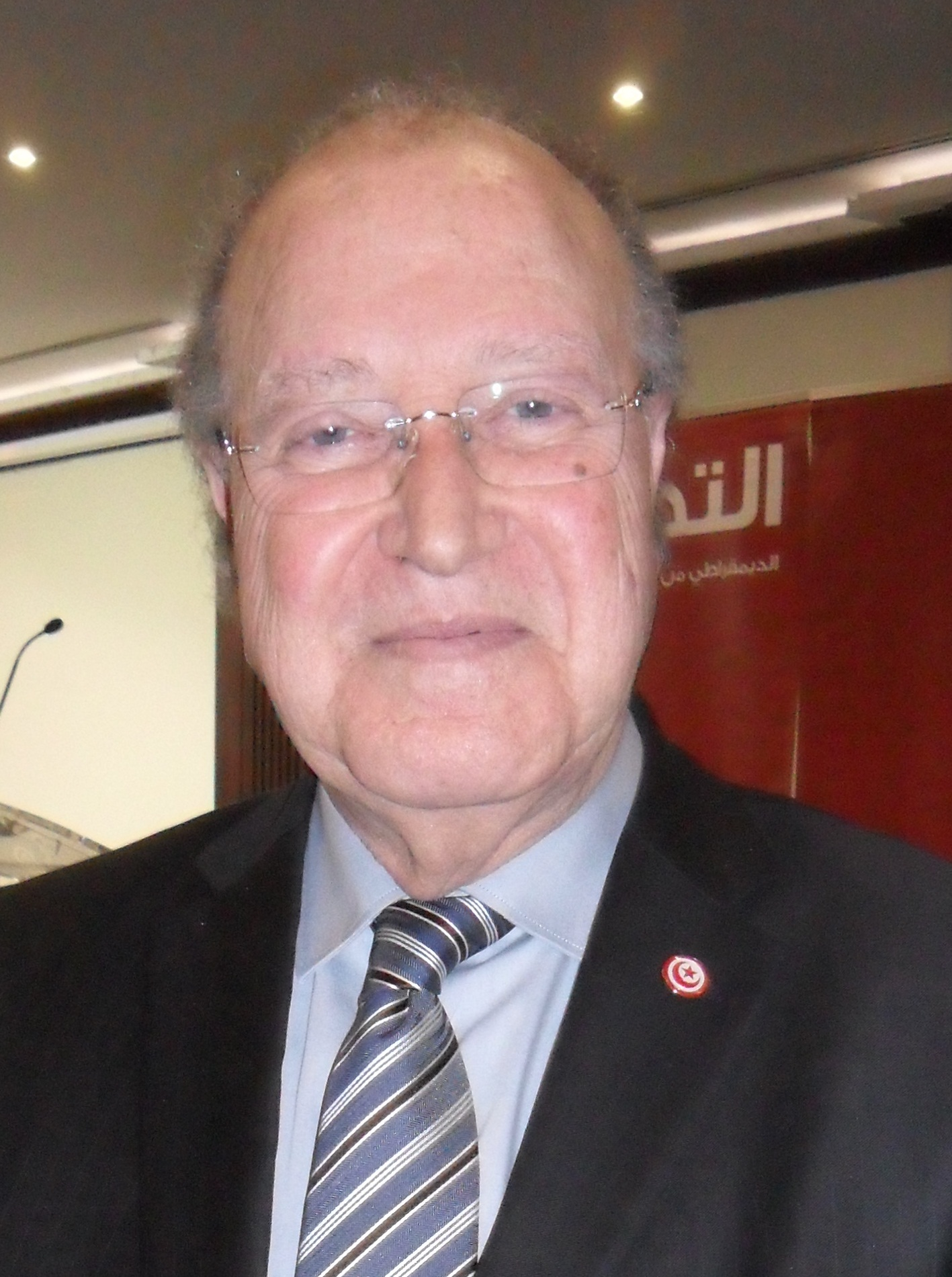
Mustapha Ben Jaafar Ettakatol
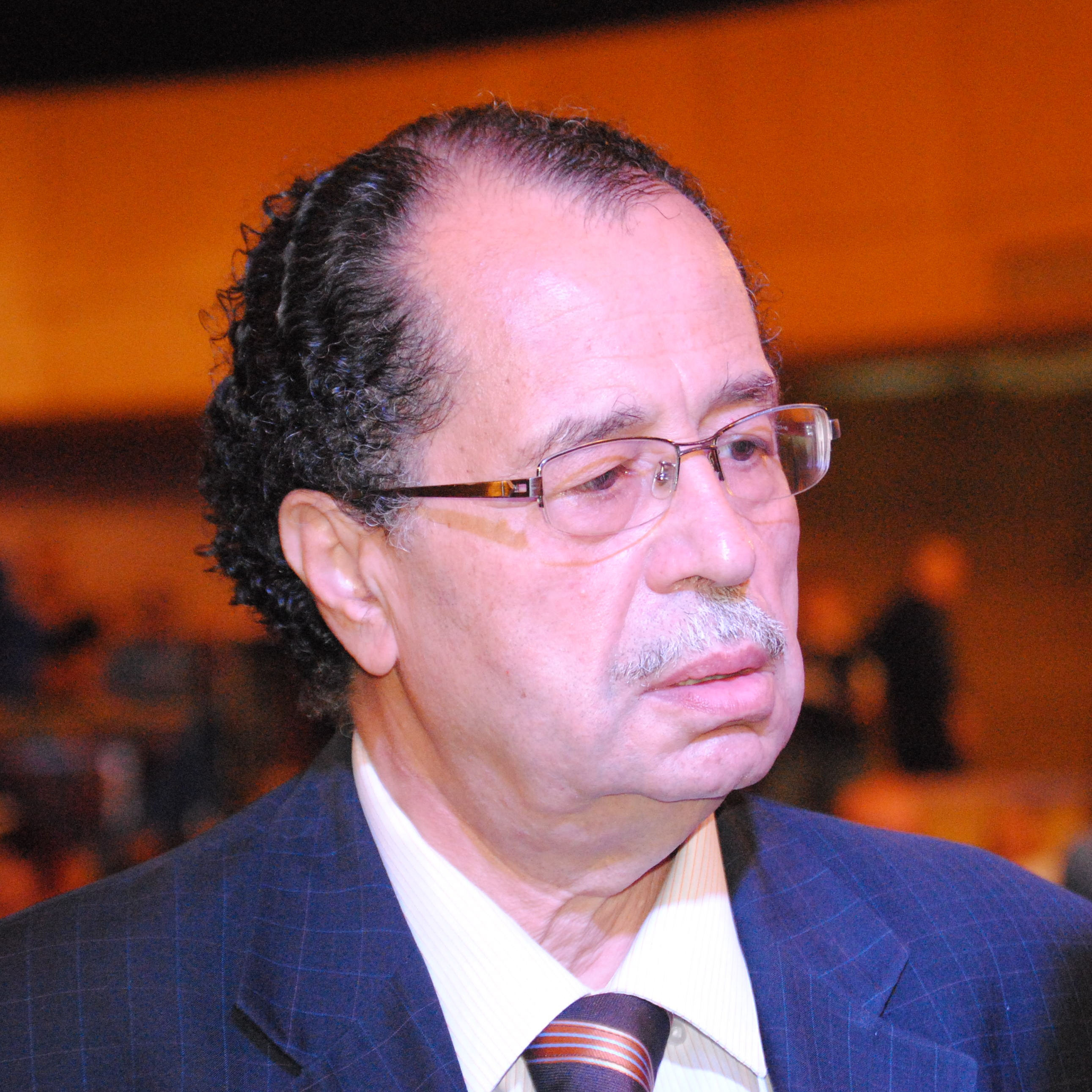
Noureddine Hached Không đảng phái Rút lui
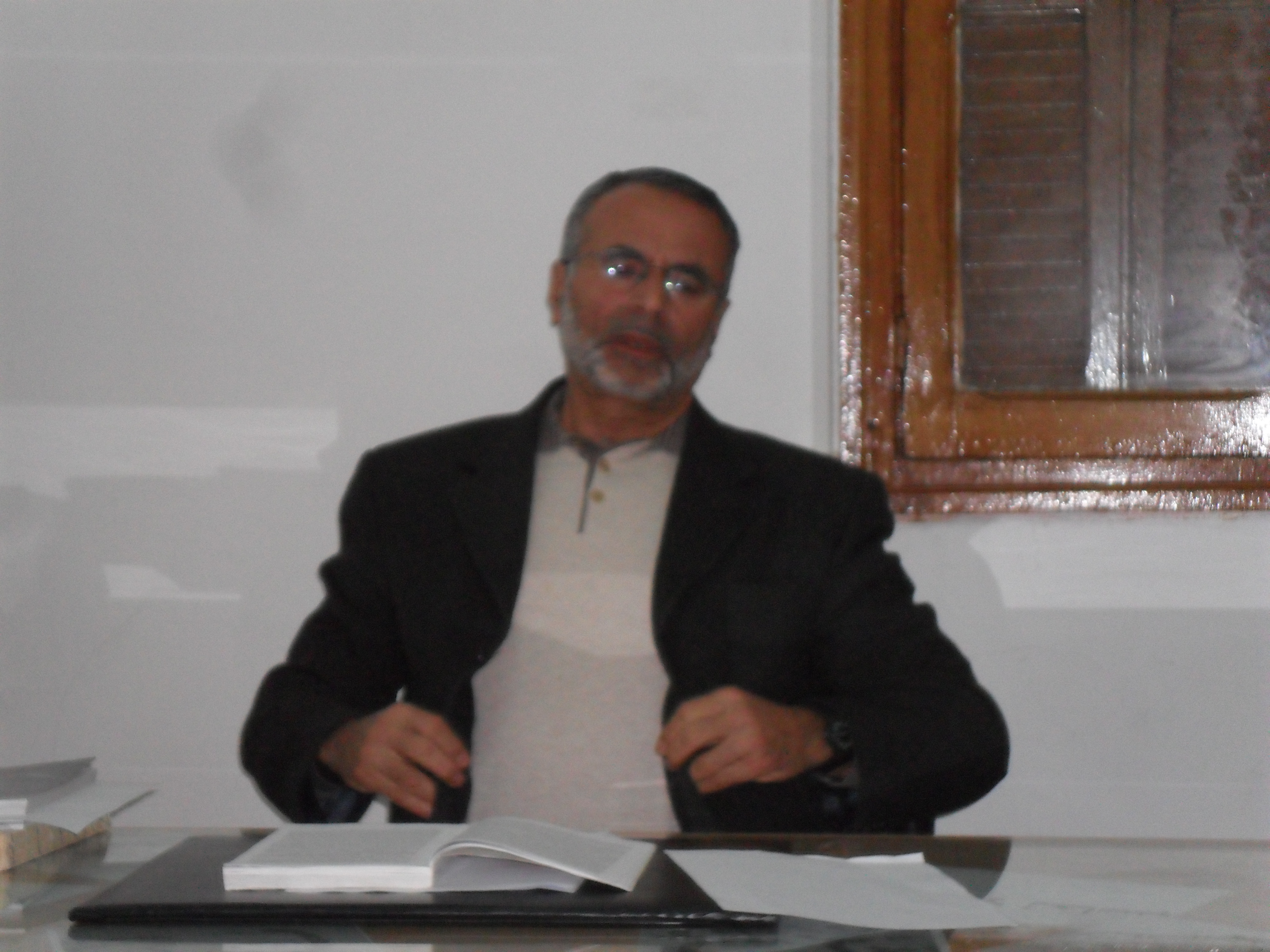
Abderraouf Ayadi Phong trào Wafa Rút lui
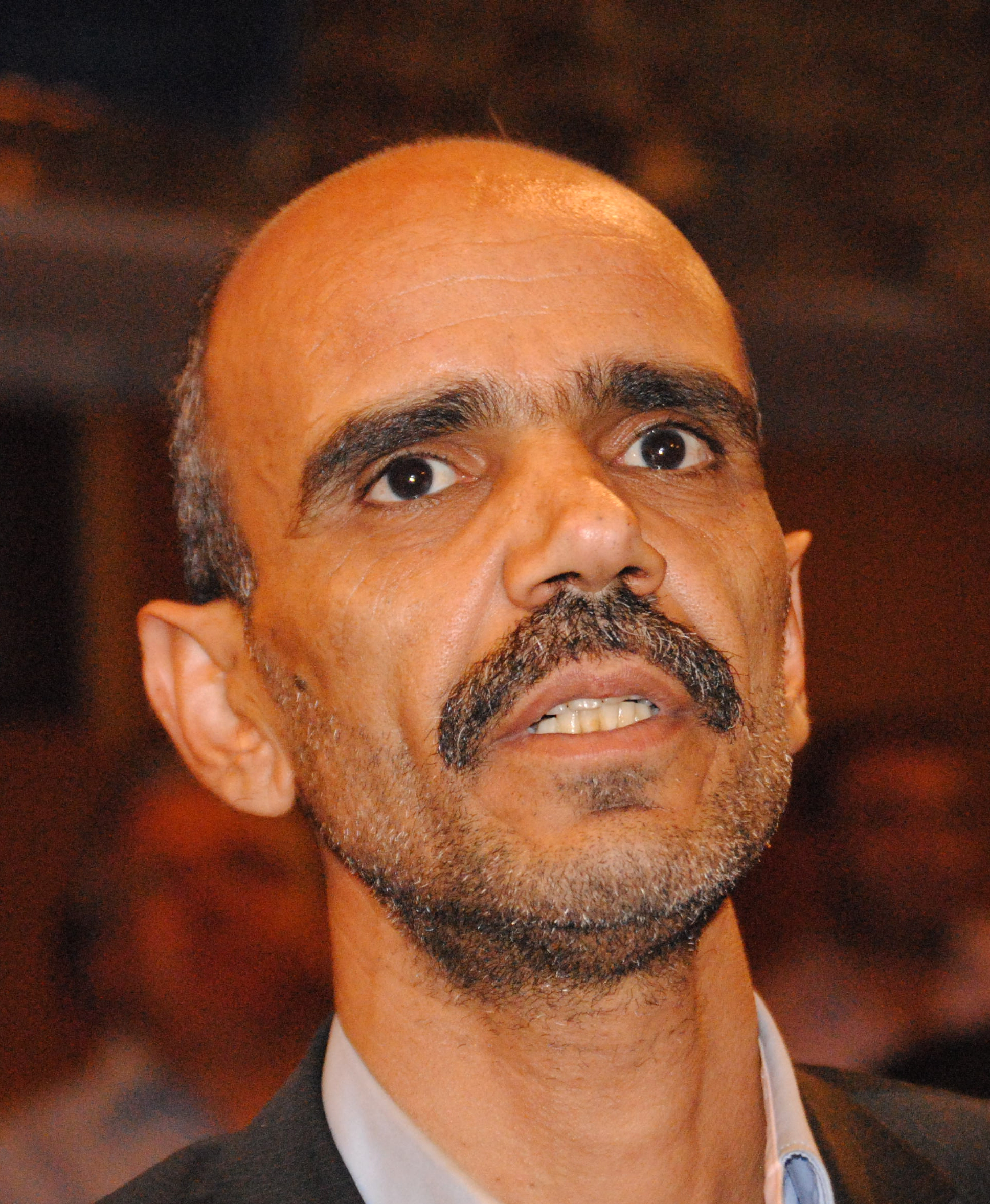
Mohamed Hamdi Đảng Liên minh Dân chủ Rút lui
Abderrahim Zouari Phong trào Lập hiến Rút lui
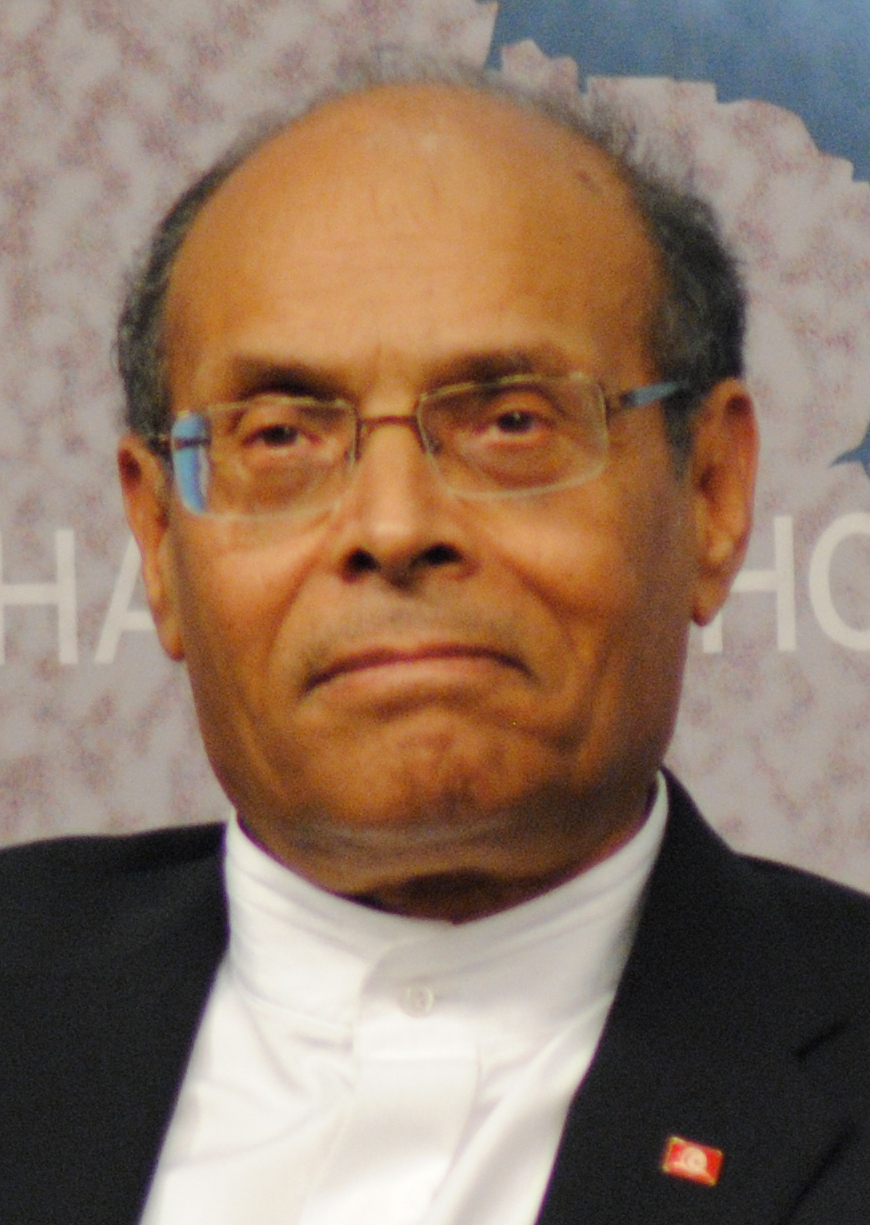
Moncef Marzouki Đại hội bảo vệ cộng hòa
Kalthoum Kannou Không đảng phái
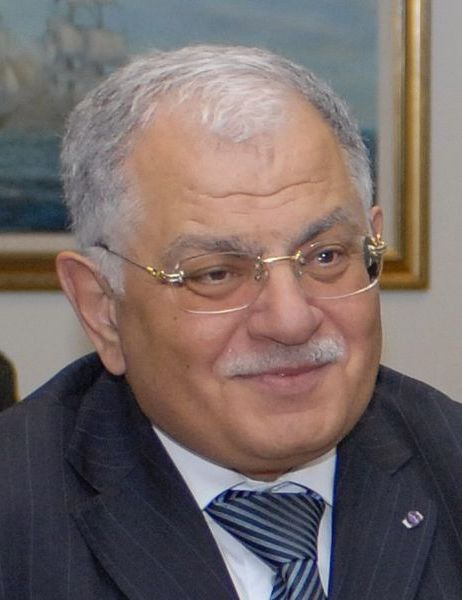
Kamel Morjane Initiative
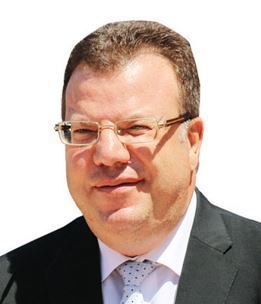
Mohamed Frikha Không đảng phái
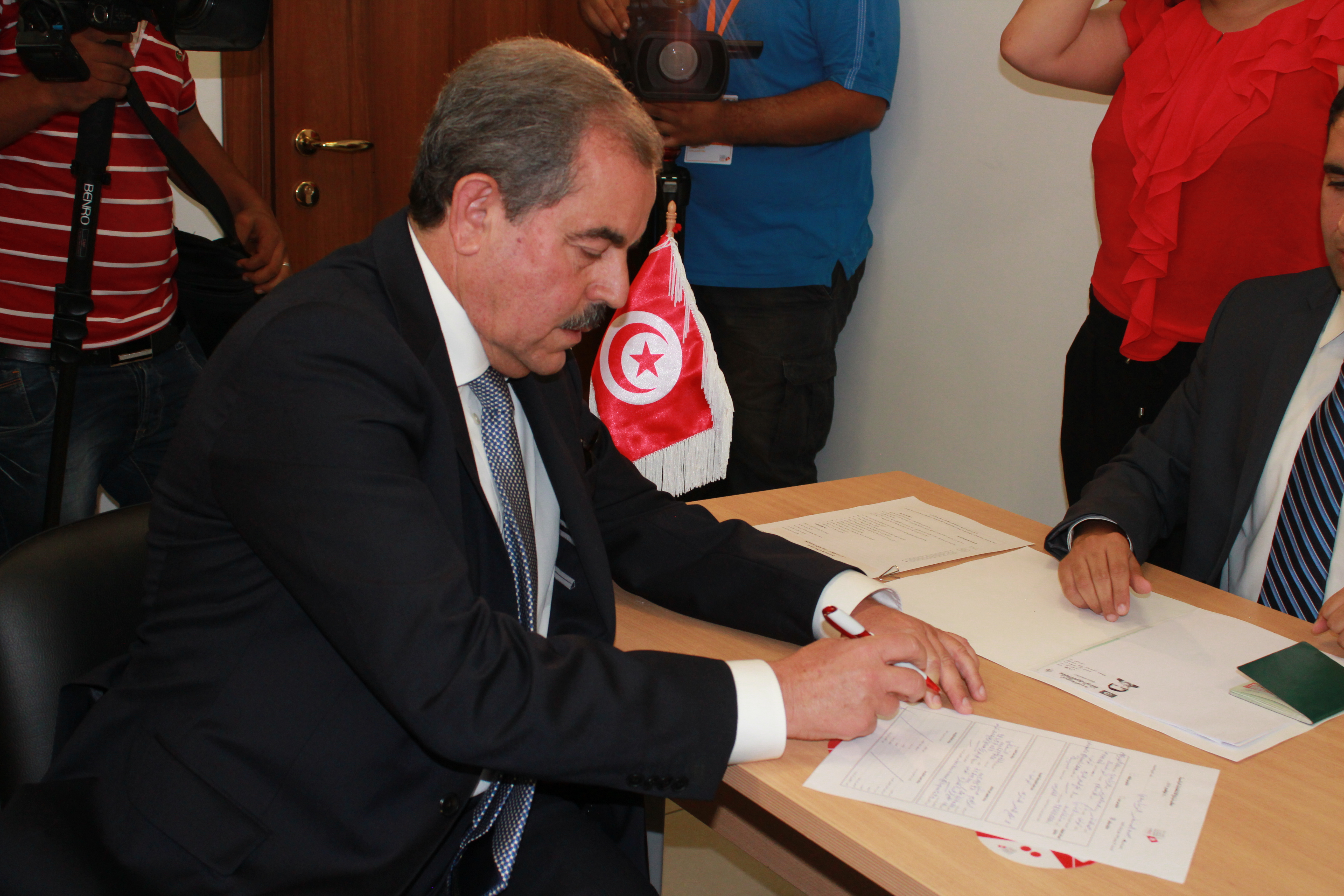
Mondher Zenaidi Không đảng phái
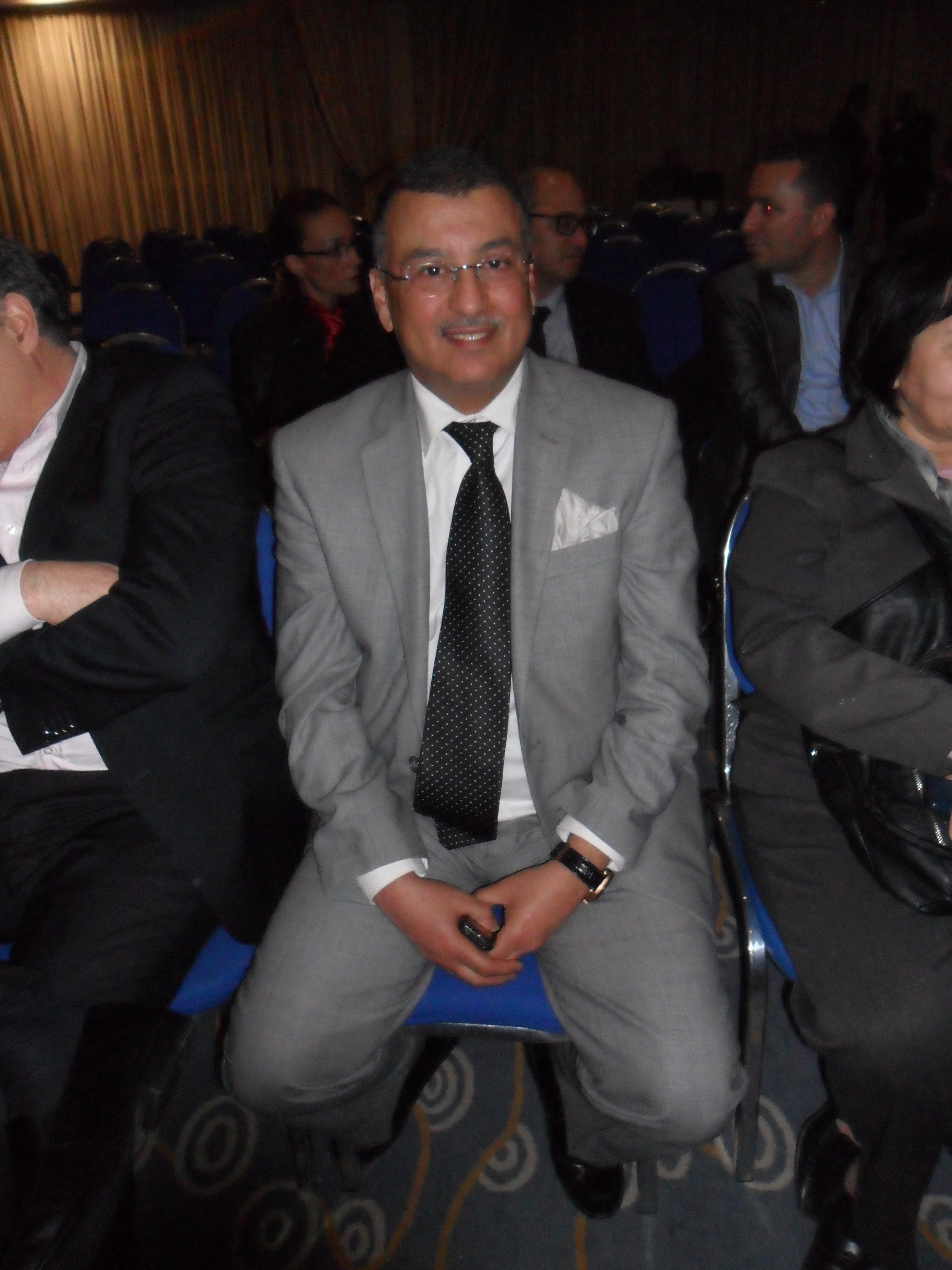
Abderrazak Kilani Không đảng phái

## Biểu tình
Sau vụ ám sát Brahmi, phe tự do tiếp tục biểu tình nhiều tuần biểu tình. Ngày 3 tháng 8, những người ủng hộ Phong trào Phục hưng tập trung tại Quảng trường Kasbah, nơi từng diễn ra các cuộc biểu tình trong cuộc Cách mạng Tunisia, theo lời kêu gọi của đảng và hô vang khẩu hiệu "Không đảo chính, ủng hộ bầu cử."
Sau khi người phát ngôn Phong trào Phục hưng Yusra Ghannouchi nói với Al Jazeera rằng Tunisia không muốn lặp lại "kịch bản Ai Cập", Đại biểu Quốc hội lập hiến Nejib Mrad của Phong trào Phục hưng ra tuyên bố vào ngày 13 tháng 8 trên truyền hình rằng một cuộc đảo hình đang diễn ra, gây chấn động dư luận. Phó Chủ tịch Phong trào Phục hưng Walid Bennani sau đó đính chính rằng không có đảo chính và cáo buộc phe đối lập muốn dùng bạo lực để lật đổ chính phủ. Lãnh đạo Phong trào Phục hưng Rashid al-Ghannushi đồng ý làm việc với Tổng Liên đoàn Lao động Tunisia để tìm giải pháp chính trị và cho biết đây là "điểm khởi đầu cho cuộc đối thoại quốc gia". Tuy nhiên, ông bác bỏ yêu cầu chính phủ từ chức và nói rằng chính phủ sẽ tiếp tục thực hiện nhiệm vụ cho đến khi cuộc bầu cử được tổ chức.
Lãnh đạo Tổng Liên đoàn Lao động Tunisia Hussein Abbassi, tuyên bố đạt được thỏa thuận giữa chính quyền và phe đối lập. Theo thỏa thuận, thủ tướng sẽ từ chức vào cuối năm 2013, một chính phủ lâm thời được thành lập, hiến pháp mới được ban hành và cuộc bầu cử được tổ chức. Mehdi Jomaa được bổ nhiệm làm thủ tướng lâm thời.

## Tranh cử
Phong trào Phục hưng từ chối ủng hộ một ứng cử viên tổng thống. El Binaa El Watany, Dòng Dân chủ, Đảng Xây dựng và Cải cách, Binaa Maghrebin, Phong trào Quốc gia vì Công lý và Phát triển và Đại hội Cộng hòa tuyên bố ủng hộ Moncef Marzouki. Khát vọng Tunisia tuyên bố ủng hộ Beji Caid Essebsi. Đảng Al-Aman tuyên bố ủng hộ Ahmed Nejib Chebbi. Tounes Baytouna tuyên bố ủng hộ Marzouki.

## Thăm dò ý kiến

### Vòng đầu
| Nguồn                                          | Thời gian thăm dò ý kiến | Cỡ mẫu | Chưa quyết định          | Baccouche Tiếng gọi Tunisia | Ben Jafar Diễn đàn Dân chủ vì Lao động và Tự do | Chebbi Đảng Cộng hòa | Essebsi Tiếng gọi Tunisia | Rashid al-Ghannushi Phong trào Phục hưng | Hamdi Aridha | Hammami Đảng Công nhân/Mặt trận Bình dân | Jebali Phong trào Phục hưng | Laarayedh Phong trào Phục hưng | Marzouki Đại hội bảo vệ cộng hòa – Tổng thống đương nhiệm | Saied Không đảng phái | Jomaa Không đảng phái | Morjane Initiative | Khác  |
| ---------------------------------------------- | ------------------------ | ------ | ------------------------ | --------------------------- | ----------------------------------------------- | -------------------- | ------------------------- | ---------------------------------------- | ------------ | ---------------------------------------- | --------------------------- | ------------------------------ | --------------------------------------------------------- | --------------------- | --------------------- | ------------------ | ----- |
| Nguồn                                          | Thời gian thăm dò ý kiến | Cỡ mẫu | Chưa quyết định          |                             |                                                 |                      |                           |                                          |              |                                          |                             |                                |                                                           |                       |                       |                    | Khác  |
| Emrhod                                         | 3–12 tháng 3 năm 2012    | 900    | 37.4%                    |                             | 3.8%                                            | 2.5%                 | 2.8%                      | 6.2%                                     | 2.3%         | –                                        | 6.2%                        | –                              | 20.9%                                                     |                       |                       |                    | 4.9%  |
| 3C Etudes                                      | Tháng 3 năm 2012         | ?      | 35%                      |                             | 6.0%                                            | –                    | 6.8%                      | 1.9%                                     | –            | –                                        | 6.0%                        | –                              | 23%                                                       |                       |                       |                    | 19.3% |
| 3C Etudes                                      | Tháng 4 năm 2012         | ?      | 34%                      |                             | 6.4%                                            | 2.0%                 | 9.4%                      | 2.4%                                     | –            | –                                        | 5.0%                        | –                              | 20%                                                       |                       |                       |                    | 22.8% |
| 3C Etudes                                      | Tháng 5 năm 2012         | ?      | 38%                      |                             | 5.4%                                            | 1.7%                 | 8.1%                      | 3%                                       | –            | –                                        | 4.6%                        | –                              | 16%                                                       |                       |                       |                    | 23.2% |
| 3C Etudes                                      | Tháng 6 năm 2012         | ?      | 41.2%                    |                             | 4.7%                                            | 1.3%                 | 8.5%                      | 1.9%                                     | –            | 2.1%                                     | 5.8%                        | –                              | 13.3%                                                     |                       |                       |                    | 21.2% |
| Emrhod                                         | 18–22 Tháng 6 năm 2012   | 960    | 21.9%                    |                             | 6.0%                                            | 1.6%                 | 11.0%                     | 1.3%                                     | 1.3%         | –                                        | 7.0%                        | –                              | 21.8%                                                     |                       |                       |                    | 28.1% |
| 3C Etudes                                      | Tháng 10 năm 2012        | 1665   | 38%                      |                             | 3.3%                                            | 0.9%                 | 14.0%                     | 1.1%                                     | ?            | –                                        | 3.1%                        | –                              | 9.7%                                                      |                       |                       |                    | ?     |
| 3C Etudes                                      | Tháng 11 năm 2012        | 1648   | 42.1%                    | 2.5%                        | 3.6%                                            | 1%                   | 10.9%                     | 1%                                       | –            | 2.1%                                     | 2.3%                        | 1.3%                           | 7.2%                                                      |                       |                       |                    | ?     |
| 3C Etudes                                      | Tháng 12 năm 2012        | 1692   | 40.9%                    | 1.3%                        | 3.6%                                            | 0.9%                 | 10.9%                     | 1.1%                                     | –            | 2.3%                                     | 2.8%                        | 1.2%                           | 7%                                                        |                       |                       |                    | ?     |
| Emrhod                                         | Tháng 12 năm 2012        | 1200   | ?                        | 1.5%                        | 1.8%                                            | ?                    | 12.2%                     | 3.4%                                     | 2.1%         | 5.0%                                     | 3.6%                        | –                              | 8.9%                                                      |                       |                       |                    | ?     |
| Sigma                                          | Tháng 12 năm 2012        | 1892   | ?                        | 2.0%                        | 5.6%                                            | 1.2%                 | 24.2%                     | 5.0%                                     | ?            | 9.2%                                     | 13.9%                       | –                              | 12.1%                                                     |                       |                       |                    | ?     |
| 3C Etudes                                      | Tháng 1 năm 2013         | 1652   | 37.3%                    | ?                           | 2.5%                                            | 1.5%                 | 9.9%                      | ?                                        | ?            | 3.8%                                     | 2.6%                        | 0.8%                           | 7.1%                                                      |                       |                       |                    | ?     |
| Sigma                                          | Tháng 2 năm 2013         | 1616   | ?                        | 3.5%                        | 1.9%                                            | 3.7%                 | 29.1%                     | 3.5%                                     | ?            | 12.0%                                    | 21.7%                       | 7.3%                           | 4.6%                                                      |                       |                       |                    | ?     |
| 3C Etudes                                      | Tháng 2 năm 2013         | 1347   | 49.2%                    | ?                           | 1.6%                                            | 1.2%                 | 6.8%                      | ?                                        | ?            | 4.0%                                     | 6.0%                        | 1.0%                           | 5.0%                                                      |                       |                       |                    | ?     |
| 3C Etudes                                      | Tháng 3 năm 2013         | 1609   | 43%                      | 1.3%                        | 1.2%                                            | 2.1%                 | 10.1%                     | ?                                        | ?            | 3.1%                                     | 8.7%                        | 2.5%                           | 3.4%                                                      |                       |                       |                    | ?     |
| Emrhod                                         | Tháng 3 năm 2013         | 1200   | 21.1% (none) 8.3% (und.) | 1.9%                        | 1.0%                                            | 3.1%                 | 20.7%                     | 1.9%                                     | 1.8%         | 8.0%                                     | 12.5%                       | 5.9%                           | 1.3%                                                      |                       |                       |                    | 12.7% |
| 3C Etudes                                      | Tháng 4 năm 2013         | 1695   | 44%                      | 2.5%                        | ?                                               | ?                    | 10.1%                     | ?                                        | ?            | 3.9%                                     | 6.4%                        | ?                              | 3.1%                                                      |                       |                       |                    | ?     |
| Emrhod                                         | Tháng 4 năm 2013         | 1022   | ?                        | 1.8%                        | ?                                               | 2.0%                 | 20.8%                     | ?                                        | ?            | 4.1%                                     | 8.2%                        | 2.3%                           | 2.0%                                                      |                       |                       |                    | ?     |
| FSSA                                           | Tháng 4 năm 2013         | 1210   | ?                        | 22.2%                       | 5.4%                                            | 9.7%                 | ?                         | ?                                        | ?            | 17.0%                                    | 27.1%                       | ?                              | 7.7%                                                      |                       |                       |                    | ?     |
| 3C Etudes                                      | Tháng 5 năm 2013         | 1678   | 35.8%                    | 1.6%                        | 1.5%                                            | 2.6%                 | 16.2%                     | ?                                        | ?            | 2.9%                                     | 6.4%                        | 2.1                            | 2.3%                                                      |                       |                       |                    | ?     |
| Emrhod                                         | Tháng 5 năm 2013         | 1600   | ?                        | 0.9%                        | ?                                               | 1.3%                 | 17.6%                     | ?                                        | 1.4%         | 4.5%                                     | 3.3%                        | 2.9%                           | 1.3%                                                      |                       |                       |                    | ?     |
| Istis                                          | Tháng 6 năm 2013         | ?      | ?                        | 4.1%                        | ?                                               | 3.3%                 | 33.8%                     | ?                                        | ?            | ?                                        | 19.8%                       | ?                              | 5.5%                                                      |                       |                       |                    | ?     |
| Emrhod                                         | Tháng 6 năm 2013         | 1067   | ?                        | 0.9%                        | ?                                               | 1.3%                 | 17.7%                     | ?                                        | 1.1%         | 4.6%                                     | 7.1%                        | 3.7%                           | 2.2%                                                      |                       |                       |                    | ?     |
| 3C Etudes                                      | Tháng 7 năm 2013         | 944    | 30%                      | 2.6%                        | 1.4%                                            | 2.3%                 | 15.8%                     | ?                                        | ?            | 3.7%                                     | 6.4%                        | 2.5%                           | 2.1%                                                      |                       |                       |                    | ?     |
| Sigma                                          | Tháng 8 năm 2013         | 1724   | 65%                      | ?                           | ?                                               | 2.7%                 | 40.5%                     | 4.8%                                     | ?            | 7.3%                                     | 8.6%                        | 6.3%                           | 7.0%                                                      | 4.0%                  |                       |                    | ?     |
| 3C Etudes                                      | Tháng 8 năm 2013         | 1249   | 34%                      | ?                           | ?                                               | ?                    | 15.2%                     | ?                                        | ?            | 2.6%                                     | 3.9%                        | 2.6%                           | 3.5%                                                      | 4.7%                  |                       |                    | ?     |
| Emrhod                                         | Sep 2013                 | ?      | ?                        | ?                           | ?                                               | ?                    | 20.8%                     | ?                                        | ?            | 2.4%                                     | 4.5%                        | 2.8%                           | 4.0%                                                      | 5.1%                  |                       |                    | ?     |
| Sigma                                          | Tháng 10 năm 2013        | ?      | 49.6%                    | ?                           | ?                                               | ?                    | 45.3%                     | 2–5%                                     | ?            | 9.5%                                     | 6.3%                        | 4.8%                           | 7.0%                                                      | 2–5%                  |                       |                    | ?     |
| 3C Etudes                                      | Tháng 10 năm 2013        | 1318   | 35.5%                    | 1.7%                        | ?                                               | ?                    | 14.3%                     | ?                                        | ?            | ?                                        | 4.7%                        | ?                              | 3.3%                                                      | 4.7%                  |                       |                    | ?     |
| Emrhod                                         | Tháng 11 năm 2013        | 1900   | ?                        | ?                           | ?                                               | ?                    | 14.7%                     | ?                                        | ?            | ?                                        | 3.9%                        | ?                              | ?                                                         | ?                     |                       |                    | ?     |
| 3C Etudes                                      | Tháng 11 năm 2013        | 1658   | 38.6%                    | ?                           | ?                                               | ?                    | 11.9%                     | ?                                        | ?            | 1.9%                                     | 3.6%                        | ?                              | 4.0%                                                      | 4.9%                  |                       |                    | ?     |
| Sigma                                          | Tháng 12 năm 2013        | ?      | nearly 65%               | ?                           | ?                                               | ?                    | 34.6%                     | ?                                        | ?            | 6.9%                                     | 6.6%                        | ?                              | 7.1%                                                      | ?                     |                       |                    | ?     |
| 3C Etudes                                      | Tháng 12 năm 2013        | 1681   | 38.3%                    | ?                           | ?                                               | ?                    | 11.2%                     | ?                                        | ?            | ?                                        | 2.6%                        | 1.7%                           | 3.2%                                                      | 4.6%                  |                       |                    | ?     |
| Emrhod                                         | Tháng 1 năm 2014         | ?      | ?                        | ?                           | ?                                               | 1.0%                 | 13.3%                     | ?                                        | ?            | 2.6%                                     | 4.8%                        | 2.5%                           | ?                                                         | 3.3%                  |                       |                    | ?     |
| Sigma                                          | Tháng 1 năm 2014         | 11362  | ?                        | 0.8%                        | 2.3%                                            | 0.8%                 | 35.2%                     | 2.7%                                     | ?            | 3.7%                                     | 6.1%                        | 7.8%                           | 7.8%                                                      | 3.9%                  | 14.8%                 |                    | ?     |
| Emrhod                                         | Tháng 2 năm 2014         | 1200   | ?                        | ?                           | ?                                               | ?                    | 14.5%                     | ?                                        | ?            | 2.8%                                     | 4.1%                        | 5.6%                           | ?                                                         | 3.4%                  | ?                     |                    | ?     |
| Sigma                                          | Tháng 2 năm 2014         | 1517   | ?                        | ?                           | 3.7%                                            | 2.0%                 | 33.3%                     | ?                                        | ?            | 2.0%                                     | 5.2%                        | 2.9%                           | 14.3%                                                     | 4.6%                  | 17.6%                 |                    | ?     |
| Emrhod                                         | Tháng 2 năm 2014         | 1051   | ?                        | ?                           | ?                                               | ?                    | 19.3%                     | 3.9%                                     | ?            | 4.9%                                     | 4.9%                        | 4.8%                           | 2.4%                                                      | 4.8%                  | ?                     |                    | ?     |
| Sigma                                          | Tháng 4 năm 2014         | 1636   | 55.4%                    | —                           | 3.0%                                            | 2.2%                 | 31.6%                     | 1.1%                                     | ?            | 4.1%                                     | 10.9%                       | 2.6%                           | 9.9%                                                      | 2.1%                  | 21.1%                 |                    | 11.3% |
| Sigma                                          | Tháng 5 năm 2014         | ?      | ?                        | —                           | ?                                               | ?                    | 24.2%                     | ?                                        | ?            | ?                                        | 5.7%                        | ?                              | 9.3%                                                      | ?                     | 30.1%                 | 5.3%               | ?     |
| Sigma                                          | Tháng 6 năm 2014         | ?      | ?                        | —                           | ?                                               | ?                    | 29.9%                     | ?                                        | ?            | ?                                        | 12.8%                       | ?                              | ?                                                         | ?                     | —                     | 8.3%               | ?     |
| Emrhod                                         | Tháng 6 năm 2014         | ?      | ?                        | —                           | ?                                               | ?                    | 19.1%                     | ?                                        | ?            | ?                                        | 3.7%                        | ?                              | 5.1%                                                      | ?                     | —                     | 3.5%               | ?     |
| Institut international des études des sondages | Tháng 6 năm 2014         | ?      | ?                        | —                           | 3.2%                                            | 1.4%                 | 23.2%                     | ?                                        | 3.6          | 3.8%                                     | 14.4%                       | 2.9%                           | 8.7%                                                      | 2.6%                  | —                     | ?                  | ?     |
| Sigma                                          | Tháng 7 năm 2014         | ?      | ?                        | —                           | 3.2%                                            | 5.1%                 | 29.8%                     | ?                                        | 3.1%         | 4.8%                                     | 11.2%                       | ?                              | 9.9%                                                      | ?                     | —                     | 10.3%              | ?     |

#### Vòng hai
| Ứng cử viên                               | 3C Etudes Tháng 6 năm 2012 | 3C Etudes Tháng 7 năm 2012 | 3C Etudes Tháng 4 năm 2013 | 3C Etudes Tháng 5 năm 2013 |
| ----------------------------------------- | -------------------------- | -------------------------- | -------------------------- | -------------------------- |
| Beji Caid Essebsi (Tiếng gọi Tunisia)     | 38.8%                      | 39%                        | –                          | –                          |
| Moncef Marzouki (Đại hội bảo vệ cộng hòa) | 61.2%                      | 61%                        | –                          | –                          |
|                                           |                            |                            |                            |                            |
| Beji Caid Essebsi (Tiếng gọi Tunisia)     | 90.4%                      | –                          | –                          | –                          |
| Zine el-Abidine Ben Ali (ex-RCD)          | 9.6%                       | –                          | –                          | –                          |
|                                           |                            |                            |                            |                            |
| Hamma Hammami (PCOT)                      | 79.2%                      | –                          | –                          | –                          |
| Zine el-Abidine Ben Ali (ex-RCD)          | 20.8%                      | –                          | –                          | –                          |
|                                           |                            |                            |                            |                            |
| Hamadi Jebali (Phong trào Phục hưng)      | 51.4%                      | 46%                        | –                          | –                          |
| Moncef Marzouki (Đại hội bảo vệ cộng hòa) | 48.6%                      | 54%                        | –                          | –                          |
|                                           |                            |                            |                            |                            |
| Ahmed Najib Chebbi (Đảng Cộng hòa)        | 22.5%                      | 22%                        | –                          | –                          |
| Moncef Marzouki (Đại hội bảo vệ cộng hòa) | 77.5%                      | 78%                        | –                          | –                          |
|                                           |                            |                            |                            |                            |
| Hamadi Jebali (Phong trào Phục hưng)      | 74.9%                      | 73%                        | –                          | –                          |
| Ahmed Najib Chebbi (Đảng Cộng hòa)        | 25.1%                      | 27%                        | –                          | –                          |
|                                           |                            |                            |                            |                            |
| Hamadi Jebali (Phong trào Phục hưng)      | 58.2%                      | 61%                        | 50.6%                      | 48.8%                      |
| Beji Caid Essebsi (Tiếng gọi Tunisia)     | 41.8%                      | 39%                        | 49.4%                      | 51.2%                      |
|                                           |                            |                            |                            |                            |

## Kết quả
Ở vòng đầu, Beji Caid Essebsi giành được 39% số phiếu bầu và Moncef Marzouki giành được phiếu 33%, lọt vào vòng hai. Hamma Hammami về ba với 8% số phiếu bầu. Essebsi là ứng cử viên hàng đầu ở hầu hết các tỉnh phía bắc, trong khi Marzouki nhận được nhiều phiếu bầu nhất ở các tỉnh phía nam. Hammami giành được nhiều phiếu bầu nhất ở Tỉnh Siliana.
Sau khi vòng hai kết thúc vào đêm ngày 21 tháng 12 năm 2014, Essebsi tuyên bố thắng cử trên truyền hình địa phương và nói rằng ông dành tặng chiến thắng của mình cho "những liệt sĩ của Tunisia". Kết quả bầu cử được công bố vào ngày 22 tháng 12, cho thấy Essebsi nhận được 55,68% số phiếu bầu mặc dù người phát ngôn của Marzouki ban đầu phản bác rằng tuyên bố thắng cử của Essebsi là "vô căn cứ" và bản thân Marzouki nói rằng tuyên bố của Essebsi là "phi dân chủ". Sau khi có kết quả chính thức, trang Facebook của chiến dịch tranh cử của Marzouki chúc mừng Essebsi. Hãng thông tấn Associated Press đưa tin cuộc bầu cử diễn ra tự do, công bằng với 60% cử tri đi bỏ phiếu ở vòng hai so với 70% ở vòng đầu.

Tại Tunis, hàng trăm người ủng hộ Essebsi tụ tập quanh trụ sở Tiếng gọi Tunisia để ăn mừng chiến thắng của ông, vẫy quốc kỳ Tunisia, hát và bấm còi xe. Tuy nhiên, bạo loạn nổ ra ở thành phố El Hamma và cảnh sát phải dùng hơi cay để giải tán đám đông biểu tình phản đối chiến thắng của Essebsi vì ông từng làm việc cho chế độ cũ. Reuters đưa tin các cửa hàng phải đóng cửa trong khi người biểu tình đốt lốp xe và hô vang khẩu hiệu "Đả đảo chế độ cũ". Một văn phòng của Tiếng gọi Tunisia ở Tataouine cũng bị phóng hỏa.
| Ứng cử viên                  | Ứng cử viên                     | Đảng                                      | Vòng đầu  | Vòng đầu | Vòng hai  | Vòng hai |
| Ứng cử viên                  | Ứng cử viên                     | Đảng                                      | Phiếu bầu | %        | Phiếu bầu | %        |
| ---------------------------- | ------------------------------- | ----------------------------------------- | --------- | -------- | --------- | -------- |
|                              | Beji Caid Essebsi               | Nidaa Tounes                              | 1.289.384 | 39.46    | 1.731.529 | 55.68    |
|                              | Moncef Marzouki                 | Congress for the Republic                 | 1.092.418 | 33.43    | 1.378.513 | 44.32    |
|                              | Hamma Hammami                   | Popular Front                             | 255.529   | 7.82     |           |          |
|                              | Hechmi Hamdi                    | Current of Love                           | 187.923   | 5.75     |           |          |
|                              | Slim Riahi                      | Free Patriotic Union                      | 181.407   | 5.55     |           |          |
|                              | Kamel Morjane                   | National Destourian Initiative            | 41.614    | 1.27     |           |          |
|                              | Ahmed Néjib Chebbi              | Republican Party                          | 34.025    | 1.04     |           |          |
|                              | Safi Saïd                       | Không đảng phái                           | 26.073    | 0.80     |           |          |
|                              | Mondher Zenaidi                 | Không đảng phái                           | 24.160    | 0.74     |           |          |
|                              | Mustapha Ben Jaafar             | Democratic Forum for Labour and Liberties | 21.989    | 0.67     |           |          |
|                              | Kalthoum Kannou                 | Không đảng phái                           | 18.287    | 0.56     |           |          |
|                              | Mohamed Frikha                  | Không đảng phái                           | 17.506    | 0.54     |           |          |
|                              | Abderrazak Kilani               | Không đảng phái                           | 10.077    | 0.31     |           |          |
|                              | Mustapha Kamel Nabli (withdrew) | Không đảng phái                           | 6.723     | 0.21     |           |          |
|                              | Abdelkader Labaoui              | Không đảng phái                           | 6.486     | 0.20     |           |          |
|                              | Larbi Nasra                     | Voice of the People of Tunisia            | 6.426     | 0.20     |           |          |
|                              | Hamouda Ben Slama               | Không đảng phái                           | 5.737     | 0.18     |           |          |
|                              | Mohamed Hamdi (withdrew)        | Democratic Alliance Party                 | 5.593     | 0.17     |           |          |
|                              | Mehrez Boussayene               | Không đảng phái                           | 5.377     | 0.16     |           |          |
|                              | Salem Chaïbi                    | Popular Congress Party                    | 5.245     | 0.16     |           |          |
|                              | Samir Abdelli                   | Không đảng phái                           | 5.054     | 0.15     |           |          |
|                              | Ali Chourabi                    | Không đảng phái                           | 4.699     | 0.14     |           |          |
|                              | Mokhtar Mejri                   | Không đảng phái                           | 4.286     | 0.13     |           |          |
|                              | Abderraouf Ayadi (withdrew)     | Wafa Movement                             | 3.551     | 0.11     |           |          |
|                              | Yassine Chennoufi               | Không đảng phái                           | 3.118     | 0.10     |           |          |
|                              | Abderrahim Zouari (withdrew)    | Destourian Movement                       | 2.701     | 0.08     |           |          |
|                              | Noureddine Hached (withdrew)    | Không đảng phái                           | 2.181     | 0.07     |           |          |
| Tổng cộng                    | Tổng cộng                       | Tổng cộng                                 | 3.267.569 | 100.00   | 3.110.042 | 100.00   |
|                              |                                 |                                           |           |          |           |          |
| Phiếu bầu hợp lệ             | Phiếu bầu hợp lệ                | Phiếu bầu hợp lệ                          | 3.267.569 | 97.84    | 3.110.042 | 97.51    |
| Phiếu bầu không hợp lệ/trống | Phiếu bầu không hợp lệ/trống    | Phiếu bầu không hợp lệ/trống              | 72.097    | 2.16     | 79.340    | 2.49     |
| Tổng cộng phiếu bầu          | Tổng cộng phiếu bầu             | Tổng cộng phiếu bầu                       | 3.339.666 | 100.00   | 3.189.382 | 100.00   |
| Cử tri phiếu bầu đã đăng ký  | Cử tri phiếu bầu đã đăng ký     | Cử tri phiếu bầu đã đăng ký               | 5.285.625 | 63.18    | 5.285.625 | 60.34    |
| Nguồn: Carter Center         |                                 |                                           |           |          |           |          |